# Diretor de voo (aviação)

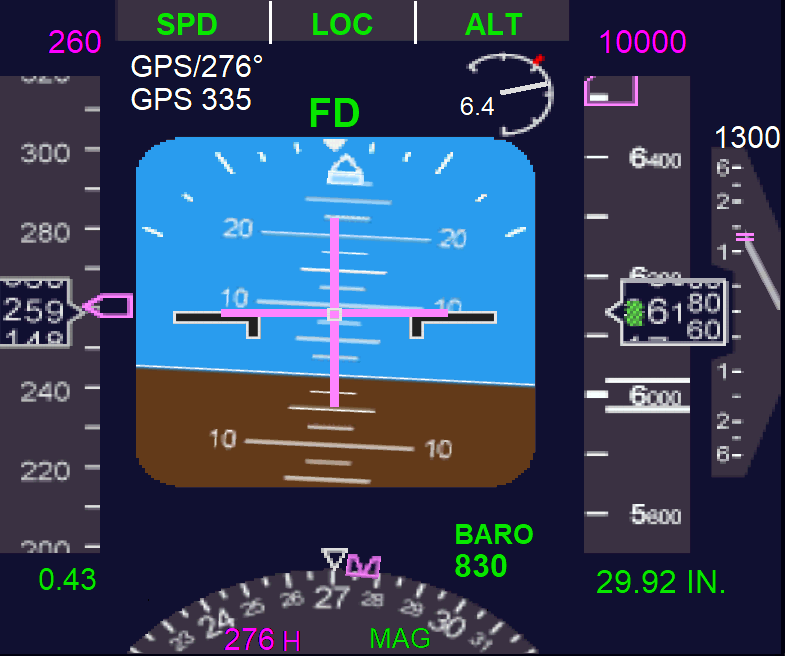
Diretor de voo demonstrado no centro desta imagem por duas barras na cor magenta, uma vertical e outra horizontal. Além disso, é possível observar que o diretor de voo está ligado, pela sigla "FD" na cor verde na parte superior central da imagem.

Na aviação, um diretor de voo (em inglês:  Flight Director - FD) é um instrumento de voo que se sobrepõe ao horizonte artificial indicando ao piloto de uma aeronave a atitude requerida para seguir uma certa trajetória em que o voo deve ser conduzido. É definido como a integração de vários instrumentos de voo em uma única apresentação, em geral a atitude de voo e de navegação.

## Descrição
O diretor de voo calcula e apresenta os ângulos de arfagem e bancagem requeridos para que a aeronave siga uma trajetória de voo pré-selecionada. 
Um exemplo simples: a aeronave voa nivelada na proa 045° no FL150 com uma velocidade indicada de 260 nós, logo as barras do FD estarão centradas. Em um certo momento, o diretor de voo é selecionado para uma nova proa, de 090° e um novo nível de voo, FL200. A aeronave então deve curvar para a direita e então subir. Neste exemplo, a barra vertical do FD irá defletir para a direita enquanto a barra horizontal deflete para cima. O piloto então irá puxar o manche para trás enquanto curva para a direita. Uma vez que a aeronave atinja o ângulo adequado, a barra do FD irá centralizar e permanecer centralizada até o momento em que deve retornar para o voo reto (quando a proa se aproximar de 090°). Quando a aeronave aproximar-se de atingir o FL200, a barra horizontal do FD irá defletir para baixo, comandando o piloto a baixar o nariz da aeronave para nivelar no FL200. 
O FD é normalmente utilizado em conjunto com o piloto automático (em inglês:  autopilot - AP), onde o FD comanda que o piloto automático coloque a aeronave na atitude necessária para seguir a trajetória definida. A combinação FD/AP é normalmente utilizada em aproximações por instrumentos de precisão (como o ILS). 
A forma exata do diretor de voo varia conforme o tipo do instrumento e/ou fabricante da aeronave e seus aviônicos. 